# Guerra de Cassange
A Guerra de Cassange foi um breve conflito militar travado em Angola, entre o Império Português e o Reino de Cassange de 1620 a 1622.

## História
Os portugueses encontravam-se em guerra com o Reino do Dongo desde 1617 quando, em Dezembo de 1620, alguns guerreiros assaltaram o caminho que ligava Luanda a Tombo e, antes de sofrerem represálias dos portugueses, refugiaram-se na célebre "ensaca de Cassange", reino Imbangala. Ali, reuniram em seu torno numerosos sobas para continuarem a pilhar fazendas, gado e escravos tanto aos portugueses como ao reino do Dongo.
O governador João Correia de Sousa selou a paz com o rei Angola Ambandi do Dongo em 1622 e entre as cláusulas do tratado, negociado por Jinga Ambandi, enviada como embaixatriz, incluía-se uma expedição para expulsar do Dongo os Imbangalas da ensaca de Cassange.
A campanha foi liderada pelo capitão-mor Pedro de Sousa Coelho à cabeça de um "quilombo" ou exército misto de portugueses e guerreiros africanos, divididos em sete "lucanzos" ou destacamentos. Contou com a participação dos capitães espanhóis Roque de São Miguel, João da Vilória e o genro deste último, o sargento-mor António Bruto, que coordenaram as acções no terreno.
A infantaria penetrou na ensaca, desbaratou os imbangalas e incendiou as "banzas", ou cidades e "libatas", ou aldeias, ao passo que a cavalaria ficou em alerta em Luanda, pronta para perseguir quaisquer fugitivos. O cerco à ensaca de Cassange foi duro mas, depois do capitão-mor Pedro de Sousa Coelho ter colocado o sargento-mor António Bruto a barrar o acesso a uma lagoa próxima, muitos sitiados renderam-se, tendo o Cassange vindo a ser capturado no decorrer das operações.
Cassange foi levado para Luanda e degolado publicamente a 22 de Maio de 1622. Os sobreviventes do ataque à ensaca fugiram para sul e fundaram o reino de Culaxingo num território entre os rios Cuango e Liu, que ficaria conhecido como Baixa de Cassange. O angola tentou convencer o governador a expurgar esta ensaca também mas sem sucesso.
Muitos dos prisioneiros fugiram para o reino do Congo e isto, entre outras razões, lançou as bases para a primeira guerra entre Portugal e o Reino do Congo, no mesmo ano mais tarde. 